# Phytomyza heracleana
Phytomyza heracleana este o specie de muște din genul Phytomyza, familia Agromyzidae, descrisă de Erich Martin Hering în anul 1937.
Este endemică în Germania. Conform Catalogue of Life specia Phytomyza heracleana nu are subspecii cunoscute.